# Samuel Lavrinčík
Samuel Lavrinčík (Bratislava, 10 luglio 2001) è un calciatore slovacco, centrocampista del Ružomberok.

## Carriera

### Club
Cresciuto nel settore giovanile dello Slovan Bratislava, debutta in prima squadra il 23 giugno 2020 in occasione dell'incontro di Slovenský Pohár vinto 2-0 contro il ViOn Z.M..
Nel gennaio 2021 viene ceduto a titolo definitivo all'AS Trenčín.

### Nazionale
Ha giocato nelle nazionali giovanili slovacche Under-17, Under-19 ed Under-21.
Viene convocato per la prima volta in nazionale maggiore dal CT Francesco Calzona, per le gare di qualificazione al campionato europeo di calcio 2024 del giugno 2023.

## Statistiche

### Presenze e reti nei club
Statistiche aggiornate al 21 novembre 2021.
| Stagione        | Squadra              | Campionato      | Campionato | Campionato | Coppe nazionali | Coppe nazionali | Coppe nazionali | Coppe continentali | Coppe continentali | Coppe continentali | Altre coppe | Altre coppe | Altre coppe | Totale | Totale |
| Stagione        | Squadra              | Comp            | Pres       | Reti       | Comp            | Pres            | Reti            | Comp               | Pres               | Reti               | Comp        | Pres        | Reti        | Pres   | Reti   |
| --------------- | -------------------- | --------------- | ---------- | ---------- | --------------- | --------------- | --------------- | ------------------ | ------------------ | ------------------ | ----------- | ----------- | ----------- | ------ | ------ |
| 2019-2020       | Slovan Bratislava II | 1L              | 1          | 0          |                 | -               | -               |                    | -                  | -                  |             | -           | -           | 1      | 0      |
| 2020-gen. 2021  | Slovan Bratislava II | 1L              | 12         | 1          |                 | -               | -               |                    | -                  | -                  |             | -           | -           | 12     | 1      |
| 2019-2020       | Slovan Bratislava    | SL              | 0          | 0          | CS              | 1               | 0               |                    | -                  | -                  |             | -           | -           | 0      | 0      |
| 2020-gen. 2021  | Slovan Bratislava    | SL              | 0          | 0          | CS              | 0               | 0               | UCL                | 1                  | 0                  |             | -           | -           | 1      | 0      |
| gen.-giu. 2021  | AS Trenčín           | SL              | 10         | 0          | CS              | 1               | 0               |                    | -                  | -                  |             | -           | -           | 11     | 0      |
| 2021-2022       | AS Trenčín           | SL              | 15         | 1          | CS              | 1               | 0               |                    | -                  | -                  |             | -           | -           | 16     | 1      |
| Totale carriera | Totale carriera      | Totale carriera | 38         | 2          |                 | 3               | 0               |                    | 1                  | 0                  |             | -           | -           | 42     | 2      |

## Palmarès

### Club

#### Competizioni nazionali
- Coppa di Slovacchia: 1

Ružomberok: 2023-2024